# Ossos llargs
Els ossos llargs són els ossos que són més llargs que amples, i que creixen essencialment per l'elongació de la diàfisi, amb una epífisi als extrems de l'os creixent. Els extrems de les epífisis estan coberts d'un cartílag hialí («cartílag articular»). El creixement longitudinal dels ossos llargs són el resultat de l'ossificació endocondral de la placa epifisial. El creixement dels ossos en llargària és estimulat per la producció d'hormona del creixement, secretada pel lòbul anterior de la glàndula pituïtària.
Els ossos llargs inclouen el fèmur, la tíbia i el peroné a les cames; l'húmer, el radi i el cúbit als braços; els metacarpians i metatarsals de les mans i els peus, i les falanges dels dits. Els ossos llargs de la cama humana representen gairebé la meitat de l'alçada d'un adult. Els altres components principals ossis de l'alçada són la columna vertebral i el crani.
L'exterior de l'os consisteix en una capa de teixit connector anomenat periosti. A més, la capa exterior dels ossos llargs són d'os cortical, i una capa més interior d'os esponjós que conté medul·la òssia. La part interior dels ossos llargs és la cavitat medul·lar, amb el nucli interior de la cavitat òssia compost de medul·la groga en els adults. Són més habituals en les dones.